# 伦塔
伦塔（義大利語：Lenta），是意大利韦尔切利省的一个市镇。总面积19平方公里，人口914人，人口密度48.1人/平方公里（2009年）。ISTAT代码为002068。